# Shojaat Ghane
Shojaat Ghane (en persan : شجاعت قانع), né le 30 mars 1975 à Ardabil, est un joueur d'échecs iranien.

## Biographie
Shojaat Ghane a commencé à jouer aux échecs à l'âge de 16 ans à Ardabil. Le succès arrive très vite, et il remporte de nombreuses compétitions. Il joue lors de  quatre olympiades d'échecs sous les couleurs de l'équipe nationale iranienne. Il suit, dans le même temps, des études en éducation physique.

## Titres internationaux
Shojaat Ghane reçoit le titre de maître international en 2004 et celui de grand maître international en 2008.